# Clinopodium ashei
Clinopodium ashei (sin. Calamintha ashei) es una especie de planta perteneciente a la familia Lamiaceae, generalmente conocida como "calamintha de Ashe" o simplemente "calamintha". Es nativa de los estados de Florida y Georgia en los Estados Unidos.
Este frondoso arbusto crece hasta medio metro de alto. Es aromático. Las raíces tienden a tener una cubierta quebradiza y las más nuevas tienen una capa de pelos suaves. Las hojas tienen una forma que va desde lineal hasta estrechamente ovaladas, miden hasta 1 centímetro. Son peludas y glandulares. La flor tiene una corola peluda y plegada de aproximadamente un centímetro sin contar su tubular. Su color es entre blanquecino y lavanda pálido. Florece entre enero y abril.
Esta planta crece en el breñal de Florida entre dunas de arena a lo largo del río Ohoopee. También puede ser encontrada ocasionalmente a los lados de las carreteras. Esta planta es alelopática, produciendo sustancias químicas que obstaculizan el crecimiento de otras plantas cercanas. Hay entre 60 y 80 avistamientos reportados de la planta pero se calcula que su población va desde los 2,500 hasta los 10,000 individuos; en general es poco común en general pero muy común localmente.
La planta es la única fuente de polen para Osmia calaminthae, generalmente conocida como abeja azul calamintha.